# Agylla dyari
Agylla dyari är en fjärilsart som beskrevs av Beutelspacher 1983. Agylla dyari ingår i släktet Agylla och familjen björnspinnare. Inga underarter finns listade i Catalogue of Life.